# Margaret Zaleski-Zamenhof
Margaret Zaleski-Zamenhof nata Małgorzata Wanda Zaleska Zamenhof (Varsavia, 15 ottobre 1958) è una medica ed esperantista polacca naturalizzata francese.
È la pronipote del creatore dell'esperanto Ludwik Lejzer Zamenhof essendo figlia di suo nipote Louis-Christophe Zaleski-Zamenhof.
È nata e vissuta fino all'età di 15 anni a Varsavia, per poi trasferirsi in Francia, dove ha studiato medicina. Si occupa di medicina generale, tabaccologia e di dipendenze. Vive e lavora a Parigi.

## Esperanto
Ha iniziato a studiare l'esperanto nel 2015, poco prima del Congresso universale a Lilla, quando suo padre ha consegnato a lei e a sua sorella Hanna Zaruski-Zamenhof l'onore di rappresentare la famiglia Zamenhof nei congressi e negli eventi esperantisti.
Margaret ha partecipato a congressi a Białystok (2009), Lilla (2015), Lisbona (2018) e a quello di Lahti (2019), dove ha anche condotto un seminario su come disabituarsi al fumo.
Margaret nel luglio 2019, durante il North American Summer Course (NASK), ha superato con successo l'esame QCER a livello C1.